# Anny Konetzni
Anny Konetzni foi uma soprano dramática austríaca nascida em 1902 e falecida em Viena em 1968 que era eminente em personagens de Wagner e Strauss.
A maior e menos famosa das irmãs Konetzni, (Hilde Konetzni) ambas sopranos líricas, estreiou em Viena como contralto em 1925.
Na década dos trinta cantou em Paris, Viena, Berlim, A Scala, Covent Garden e o Teatro Colón em Buenos Aires entre 1933 e 1938 como Fidelio, Brunilda, Vénus, a Mariscala, Ifigenia, Kundry e Isolda. Na temporada 1934 - 1935 cantou no Metropolitan Opera de Nova Iorque.

## Discografia
- Wagner: Parsifal / Moralt, Viena 1949
- Wagner: Tristan Und Isolde /Erich Kleiber, Colon 1938
- Lebendige Vergangenheit - Hilde Konetzni